# عزيز أباد (هشترود)
عزيز أباد هي قرية في مقاطعة هشترود، إيران. يقدر عدد سكانها بـ 142 نسمة بحسب إحصاء 2016.